# Nichtöffentlicher mobiler Landfunkdienst

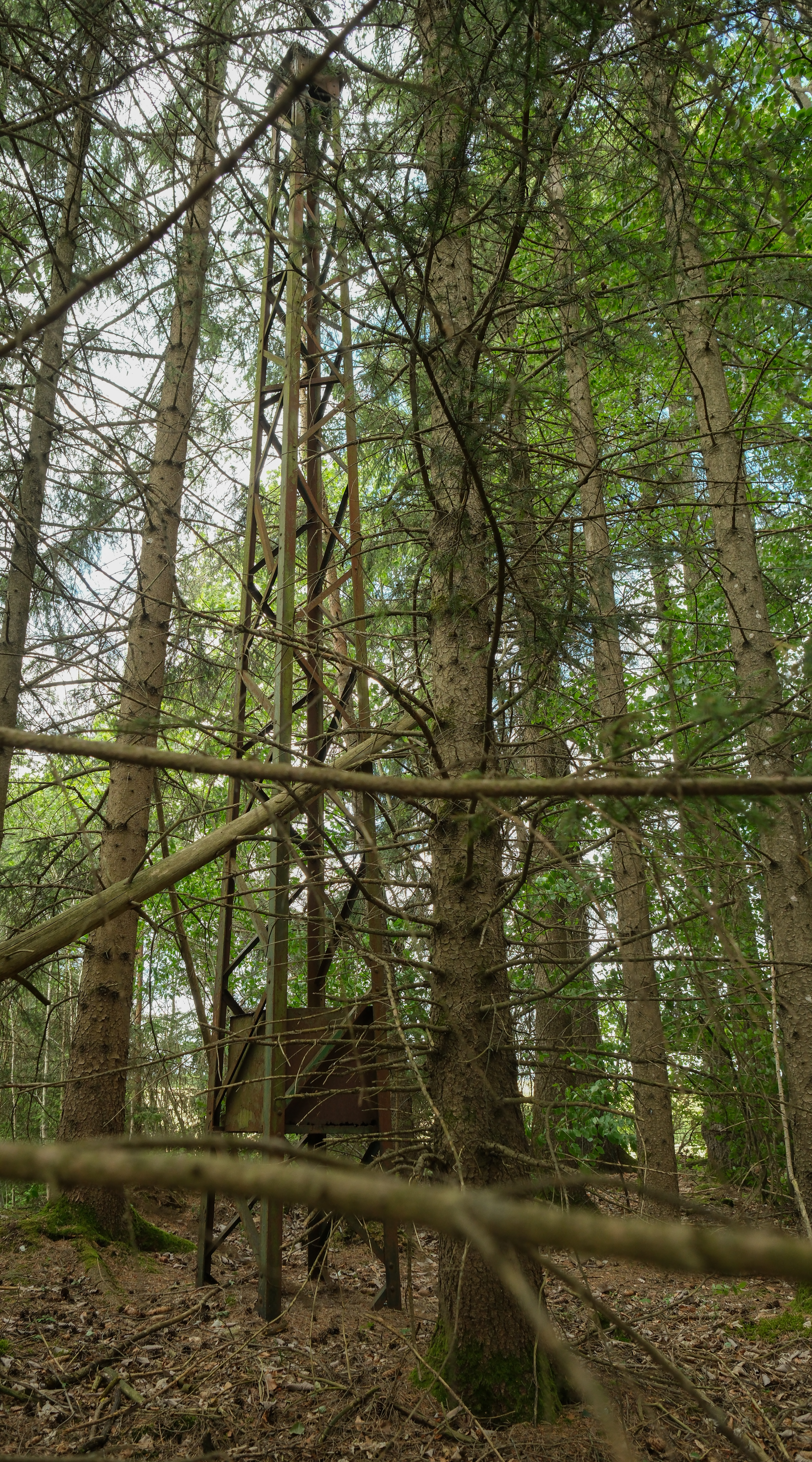
Alter nöbL–Mast bei Horgen (Zimmern ob Rottweil)

Der nichtöffentliche mobile Landfunkdienst (kurz: nömL) ist ein Unterkategorie des mobilen Landfunkdienstes.
Bis ca. 1994 wurde in Deutschland durch das Bundesministerium für Post und Telekommunikation, damals nationale Frequenzverwaltung und Hoheitsträger für Frequenznutzungen, der Begriff „nichtöffentlicher beweglicher Landfunkdienst“ (nöbL) verwendet, der heute nicht mehr gültig ist.
Im Allgemeinen bezeichnet der Begriff eine drahtlose Kommunikationsform, bei der eine Funkverbindung zwischen zwei mobilen terrestrischen Funkstellen oder einer mobilen terrestrischen Funkstelle und einer festen terrestrischen Funkstelle hergestellt werden kann, und die der Übermittlung, Aussendung oder dem Empfang von Zeichen, Signalen, Schriftzeichen, Bildern, Lauten oder Nachrichten jeder Art dient.
Zielgruppe von nömeL-Funkanwendungen sind beispielsweise Taxiunternehmen, aber auch Behörden und Organisationen mit Sicherheitsaufgaben wie Feuerwehren oder Rettungsdienste. Die jeweiligen Bedarfsträger erhalten Frequenzzuteilungen, die nur von diesen spezifischen Nutzern bzw. Teilnehmergruppen verwendet werden dürfen.
NömL-Funkanwendungen lassen sich in drei Gruppen gliedern: ältere Betriebsfunknetze, Bündelfunksysteme und Paketdatenfunksysteme. Gemäß VO Funk ist dieser Funkdienst wie folgt einzuordnen:
- Mobilfunkdienst (VO Funk, Artikel 1.24):
  - Mobilfunkdienst über Satelliten 1.25
  - mobiler Landfunkdienst 1.26
    - öffentlicher mobiler Landfunkdienst
    - nichtöffentlicher mobiler Landfunkdienst